# Julian Bream

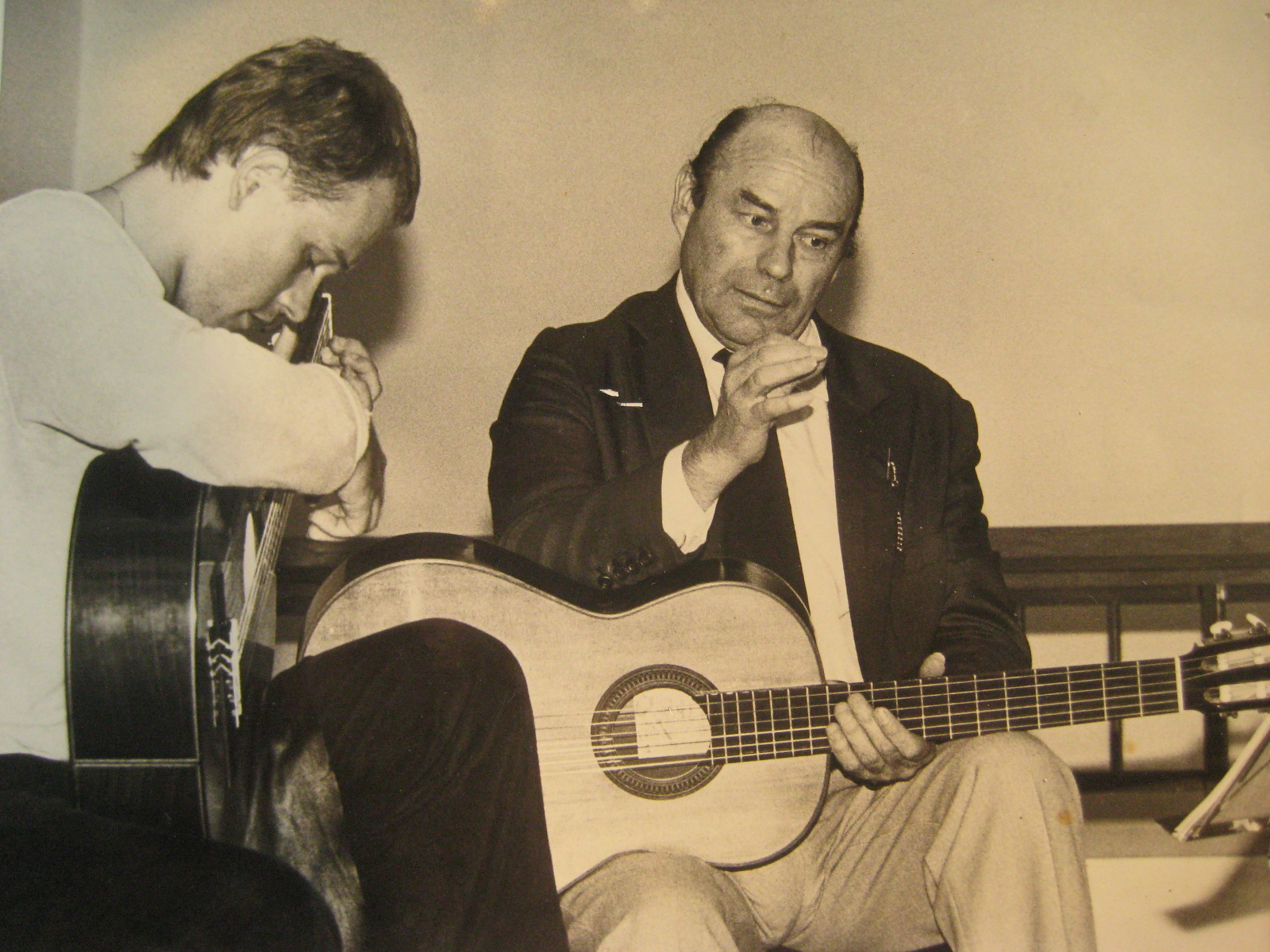
Julian Bream (rechts), 1985

Julian Alexander Bream, OBE (* 15. Juli 1933 in London; † 14. August 2020 in Wiltshire) war ein britischer Gitarrist und Lautenist.

## Leben
Bream wurde in Battersea/London geboren und wuchs in einer sehr musikalischen Familie auf. Sein Vater, Henry George Bream, spielte Jazzgitarre, und der junge Julian Bream war beeindruckt, als er Musik von Django Reinhardt hörte. Er wurde angeregt, Klavier, aber auch Gitarre zu lernen. Nachdem er eine von seinem Vater besorgte Aufnahme von Tárregas Recuerdos de la Alhambra, gespielt von Segovia, gehört hatte, beschloss er, nicht Cricket-Spieler, sondern Gitarrist zu werden. An seinem 11. Geburtstag erhielt Bream von seinem Vater eine Konzertgitarre geschenkt, deren Spiel er als Autodidakt erlernte. Er gewann mit 12 Jahren einen Juniorenwettbewerb auf dem Klavier, was ihm ermöglichte, Klavier und Cello an der Königlichen Hochschule für Musik zu studieren. Sein erstes Konzert mit der Gitarre gab er 13-jährig 1947 in Cheltenham. Schon als Teenager spielte er als klassischer Gitarrist Filmmusik.
Sein Debüt gab er 1951 in der Wigmore Hall in London. Nach dem Militärdienst, währenddessen er in einer Bigband E-Gitarre gespielt hatte, nahm er seine berufliche Karriere wieder auf und gab für einige Jahre Konzerte auf der ganzen Welt. Zum Programm gehörte eine jährliche Tournee durch die USA und durch Europa.
Bream gehörte zu den Musikern, die in der Neuzeit die Laute wieder populär machten. Mit dem Tenor Peter Pears gab Bream als Lautenist in den 1950er- und 60er-Jahren zahlreiche Liederabende mit Werken englischer Renaissance-Komponisten (John Dowland, Thomas Morley usw.); durch diese Zusammenarbeit und als Lautensolist hat Bream einem großen Publikum die Musik des 16. Jahrhunderts, der Elisabethanischen Zeit, nahegebracht. 1960 gründete er das Julian Bream Consort, in dem er Laute spielte, als eine der ersten Musikgruppen zur Aufführung alter Musik auf Originalinstrumenten (Ein weiterer Lautenist des Julian Bream Consorts war ab 1975 James Tyler). 1963 musizierte er, live übertragen von der BBC, mit dem indischen Musiker Ali Akbar Khan und bereiste anschließend Indien. 1964 wurde er Officer of the British Empire.
Seine Themenabende waren sehr weitreichend. Er spielte Stücke aus dem 17. Jahrhundert, Werke von Johann Sebastian Bach, die für Gitarre arrangiert wurden, Werke des brasilianischen Komponisten Heitor Villa-Lobos, aber auch populäre spanische Stücke.
Viele Komponisten arbeiteten eng mit ihm zusammen und schrieben Werke für ihn, darunter Malcolm Arnold, Benjamin Britten, Leo Brouwer, Peter Racine Fricker, Hans Werner Henze, Humphrey Searle, Tōru Takemitsu, Michael Tippett und William Walton. Ein Beispiel ist Brittens 1963 komponiertes Nocturnal after John Dowland, das John Dowlands Come Heavy Sleep weiterentwickelt, eines der bedeutendsten Stücke für klassische Gitarre. Der Komponist Benjamin Britten hatte bei seiner Arbeit an Nocturnal immer Bream im Hinterkopf. Ein weiteres herausragendes für Bream komponiertes Werk sind die Sonaten der Royal Winter Music von Hans Werner Henze. Breams auf die Gitarre übertragene Interpretationen der Klavierwerke Suite española von Isaac Albéniz und Danza No. 5 aus den Danzas españolas von Enrique Granados gelten als Meilensteine der Interpretationsgeschichte. 
Im Londoner Verlag Faber Music gab er die Faber Guitar Series mit Notenausgaben für die Klassische Gitarre heraus. Durch seine zahlreichen Auftritte, Fernseh- und Radioübertragungen wurde Bream zu einer Leitfigur für klassische Gitarrenmusik im 20. Jahrhundert. 1967 veröffentlichte er sein Album 20th Century Guitar.
Für das Fernsehen produzierte Bream 1985 „Guitarra! – A musical Journey through Spain“. Diese Filmserie in acht Teilen über die gesamte Geschichte des Instrumentes wurde in mehreren Ländern gesendet und ist auch auf DVD erhältlich. In diesen Filmen spielt Bream außer der klassischen Gitarre auch Vihuela, Renaissance- und Barockgitarre.
Eine ausführliche DVD erschien 2003 mit My Life In Music von Regisseur Paul Bahner, die drei Stunden Interviews und Konzerte enthält. Graham Wade bezeichnete sie als „den schönsten Filmbeitrag zur klassischen Gitarre überhaupt“.
Sein letztes Konzert gab Julian Bream 2002 in Norwich.

## Für Bream komponierte Werke (chronologisch geordnet)
- Reginald Smith Brindle: El Polifemo de Oro (1956)
- Reginald Smith Brindle: Ten String Music und 5 Sketches für Violine und Gitarre (1957)[13]
- Lennox Berkeley: Sonatina, op. 52, no. 1 (1957)
- Tristram Cary: Sonata (1959)
- Malcolm Arnold: Concerto for Guitar and Chamber Orchestra, op. 67 (1959)
- Benjamin Britten: Nocturnal after John Dowland, op. 70 (1963)
- Richard Rodney Bennett: Impromptus (1968)
- Tom Eastwood: Ballade-Phantasy (1968)
- Peter Racine Fricker: Paseo (1969)
- Reginald Smith Brindle: Variants on Two Themes of J. S. Bach (1970)
- Malcolm Arnold: Fantasy, op. 107 (1971)
- Alan Rawsthorne: Elegy (1971)
- William Walton: Five Bagatelles (1972)
- Hans Werner Henze: Royal Winter Music (First Sonata, 1976)
- Giles Swayne: Suite (1976)
- Peter Maxwell Davies: Hill Runes (1981)
- Michael Berkeley: Sonata in One Movement (1982)
- Tōru Takemitsu: All in Twilight (1987)
- Leo Brouwer: Sonata (1990)